# Challenger de Calabasas
El  Calabasas Pro Tennis Championships  es un torneo de tenis celebrado en Calabasas, Estados Unidos desde el año 2001. El evento forma parte del ATP Challenger Tour y se juega en canchas duras.

## Finales anteriores

### Individuales
| Año  | Campeón            | Finalista          | Resultado     |
| ---- | ------------------ | ------------------ | ------------- |
| 2010 | Marinko Matosevic  | Ryan Sweeting      | 2–6, 6–4, 6–3 |
| 2009 | Donald Young       | Michael Russell    | 7–6(4), 6–1   |
| 2008 | Vince Spadea       | Sam Warburg        | 7–6, 6–4      |
| 2007 | Robert Kendrick    | Donald Young       | 3–6, 7–6, 6–4 |
| 2006 | Mark Philippoussis | Amer Delic         | 6–7, 7–6, 6–3 |
| 2005 | Brian Vahaly       | Denis Gremelmayr   | 3–6, 6–2, 6–2 |
| 2004 | Ivo Karlović       | Alex Bogomolov Jr. | 7–6, 6–3      |
| 2003 | Jérôme Golmard     | Lars Burgsmüller   | 6–3, 7–5      |
| 2002 | Michael Chang      | Cecil Mamiit       | 6–3, 7–5      |
| 2001 | André Sá           | Michael Russell    | 4–6, 6–2, 6–4 |

### Dobles
| Año  | Campeón                          | Finalista                       | Resultado         |
| ---- | -------------------------------- | ------------------------------- | ----------------- |
| 2010 | Ryan Harrison Travis Rettenmaier | Rik de Voest Bobby Reynolds     | 6–3, 6–3          |
| 2009 | Santiago González Simon Stadler  | Treat Conrad Huey Harsh Mankad  | 6–2, 5–7, [10–4]  |
| 2008 | Ilija Bozoljac Dušan Vemić       | Somdev Devvarman Nathan Healey  | 1–6, 6–3, [13–11] |
| 2007 | John Isner Brian Wilson          | Robert Kendrick Cecil Mamiit    | 7–6, 4–6, [10–8]  |
| 2006 | Robert Kendrick Cecil Mamiit     | Harel Levy Sam Warburg          | 5–7, 6–4, [10–5]  |
| 2005 | Amer Delic Bobby Reynolds        | Zbynek Mlynarik Glenn Weiner    | 7–5, 7–6          |
| 2004 | Graydon Oliver Travis Parrott    | Ivo Klec Robert Lindstedt       | 7–5, 6–3          |
| 2003 | Justin Gimelstob Scott Humphries | Kevin Kim Jim Thomas            | 6–3, 6–3          |
| 2002 | Paul Rosner Glenn Weiner         | Justin Gimelstob Paul Goldstein | 6–2, 4–6, 7–6     |
| 2001 | Ota Fukárek Ivo Heuberger        | Paul Hanley Nathan Healey       | 7–5, 3–6, 7–6     |